# Östersjömaran
Östersjömaran var en distanskappsegling som seglades 1994–2007. Tävlingen grundades av Christer Roman, Bengt Jörnstedt och Lars Agvald och arrangerades av Oxelösunds Segelsällskap. Syftet var att främja sjömanskap genom att segla långa sträckor till havs med endast två personer ombord där banans längd krävde samarbete och uthållighet av besättningen. 
Östersjömaran var en tvåmans non-stopsegling, den enda i Skandinavien. Sträckan som seglades med start och mål i Oxelösund var omkring 600 sjömil, (jämför med Gotland Runts 315 sjömil). Under de första åren hade banan olika sträckningar, exempelvis in i Finska viken fram till ryska gränsen eller ned till Bornholm.
Seglingen genomfördes enligt LYS och IMS handikapp. 2005 års arrangemang hade klasser för LYS och ”Scratch”, snabbast seglad båt banan runt utan handikapp, och LYST vilket är för seglare så ovanligt som personligt mätetal. Flerskrovsbåtar seglade i en egen startgrupp separerad från kölbåtar. 
2007 blev det sista året för Östersjömaran. Till 2008 ersattes tävlingen av Watski 2 Star Baltic med radikalt ändrade regler.